# Encyclia mooreana
Encyclia mooreana är en orkidéart som först beskrevs av Robert Allen Rolfe, och fick sitt nu gällande namn av Rudolf Schlechter. Encyclia mooreana ingår i släktet Encyclia och familjen orkidéer. Inga underarter finns listade i Catalogue of Life.